# Bistum Valleyfield
Das Bistum Valleyfield (lateinisch Dioecesis Campivallensis, französisch Diocèse de Valleyfield) ist eine in Kanada gelegene römisch-katholische Diözese mit Sitz in Salaberry-de-Valleyfield.

## Geschichte
Das Bistum Valleyfield wurde am 5. April 1892 durch Papst Leo XIII. aus Gebietsabtretungen des Erzbistums Montréal errichtet und diesem als Suffraganbistum unterstellt.

## Bischöfe von Valleyfield
- 1892–1922: Joseph-Médard Émard, dann Erzbischof von Ottawa
- 1923–1926: Felix-Raymond-Marie Rouleau OP, dann Erzbischof von Québec
- 1926–1966: Joseph Alfred Langlois
- 1966–1969: Percival Caza
- 1969–1975: Guy Bélanger
- 1976–2000: Robert Lebel
- 2001–2011: Luc Cyr, dann Erzbischof von Sherbrooke
- 2011–2024: Noël Simard
- seit 2024: Alain Faubert